# Get Behind Me Satan
Get Behind Me Satan è il quinto album in studio del gruppo statunitense dei The White Stripes, ed è stato pubblicato nel 2005. Ha venduto oltre 850 000 copie negli Stati Uniti.
Solo tre tracce sono basate sulla chitarra elettrica: Jack White, ormai stanco del solito Punk-Rock scrive la sua opera più stramba, quindi animata da pianoforte, marimba, chitarra classica e acustica. Segue un'altra stagione di concerti.

## Descrizione
Il titolo dell'album si riferisce alla frase «Get Behind Me Satan» (letteralmente "Va' dietro a me, Satana!", più conosciuta in latino come "Vade retro Satana!") pronunciata da Gesù nel versetto 16:23 del Vangelo secondo Matteo. Nella versione della Bibbia di re Giacomo, la citazione è leggermente differente: «Get thee behind me, Satan» ("Vai dietro di me, Satana").
Jack White dichiarò in un'intervista concessa allo show radiofonico Fresh Air che "la verità è la tematica principale dell'album Get Behind Me Satan."  Mettendo in correlazione questo punto ai molteplici riferimenti all'attrice cinematografica Rita Hayworth presenti nel disco, White disse che lei divenne una "metafora onnicomprensiva" da quando cambiò il proprio cognome per nascondere la sue radici latine, e per il modo in cui la celebrità se ne appropriò. White disse a Rolling Stone: «Rita Hayworth è diventata una metafora onnicomprensiva di tutto ciò a cui stavo pensando mentre realizzavo l'album. C'era un suo autografo: aveva baciato un pezzo di carta, vi aveva lasciato l'impronta di un labbro e sotto diceva: "Ho il cuore in gola". Ho adorato quella dichiarazione e mi chiedevo perché l'avesse scritta. C'era anche il fatto che era latina e aveva cambiato nome. Era diventata qualcosa di diverso, si era trasformata e stava cercando di lasciarsi alle spalle qualcosa. E c'era la superficialità della celebrità quando ti viene lanciata addosso. Tutto ciò stava accadendo in queste canzoni; quello che mi era stato buttato addosso, cose che non avevo mai chiesto. Ogni canzone di quell'album parla della verità».
Sebbene sia ancora basilare nello stile di produzione, l'album segnò un netto cambiamento rispetto al suo predecessore del 2003, Elephant. Con la sua dipendenza da melodie guidate dal pianoforte e la sperimentazione con la marimba in The Nurse e Forever For Her (Is Over For Me), Get Behind Me Satan minimizza le influenze punk, garage rock e blues che hanno dominato i precedenti album dei White Stripes . Il frontman Jack White suona con una tecnica diversa rispetto al passato, sostituendo la chitarra elettrica con pianoforte, mandolino e chitarra acustica in quasi tutte le tracce, poiché il suo solito stile di chitarra solista attento ai riff è superato da un approccio prevalentemente ritmico.

## Tracce
1. Blue Orchid – 2:37
2. The Nurse – 3:47
3. My Doorbell – 4:01
4. Forever for Her (Is Over for Me) – 3:15
5. Little Ghost – 2:18
6. The Denial Twist – 2:35
7. White Moon – 4:01
8. Instinct Blues – 4:16
9. Passive Manipulation – 0:35
10. Take, Take, Take – 4:22
11. As Ugly as I Seem – 4:10
12. Red Rain – 3:52
13. I'm Lonely (But I Ain't That Lonely Yet) – 4:19

## Formazione
The White Stripes
- Jack White – voce solista, chitarra, piano, basso, mandolino, marimba, tamburello
- Meg White – batteria, percussioni, campane, triangolo, cori, voce solista in Passive Manipulation

## Accoglienza
| Recensione           | Giudizio |
| -------------------- | -------- |
| AllMusic             | [ 6 ]    |
| Entertainment Weekly | C+       |
| The Guardian         | [ 8 ]    |
| Los Angeles Times    | [ 9 ]    |
| NME                  | 8/10     |
| Pitchfork            | 7.3/10   |
| Q                    | [ 12 ]   |
| Rolling Stone        | [ 13 ]   |
| Spin                 | B        |
| The Village Voice    | A−       |

Get Behind Me Satan entrò in classifica in terza posizione negli Stati Uniti e in Gran Bretagna, posizione più alta di debutto in America rispetto ai precedenti dsichi, ma non nel Regno Unito rispetto a Elephant. Blue Orchid, il primo singolo, divenne una hit radiofonica negli Stati Uniti e il loro secondo successo da UK Top 10 in Gran Bretagna. Il secondo singolo My Doorbell e il terzo, The Denial Twist, raggiunsero entrambi la Top 10 britannica.
Nel 2006 l'album venne incluso nel libro 1001 Albums You Must Hear Before You Die di Robert Dimery, ma fu tolto dall'edizione del 2007.